# Athemistus laevicollis
Athemistus laevicollis là một loài bọ cánh cứng trong họ Cerambycidae.